# 原陽県
原陽県（げんよう-けん）は中華人民共和国河南省の新郷市に位置する県。

## 行政区画
- 街道:陽和街道、原興街道
- 鎮:斉街鎮、太平鎮、福寧集鎮、官廠鎮、大賓鎮
- 郷:葛埠口郷、蔣荘郷、陡門郷、路寨郷、陽阿郷、靳堂郷